# Sibeliusmuseum
Sibeliusmuseum (finska: Sibelius-museo) är ett musikmuseum baserat i Åbo. Det ligger vid stranden av Aura å, bredvid Åbo domkyrka, och är en del av Stiftelsen för Åbo Akademis museiverksamhet. Museets samlingar består av musikinstrument från hela världen samt ett stort arkiv bestående av noter, bilder, ljudklipp och andra inspelningar av både Jean Sibelius och andra finländska kompositörers och musikers musik. Museet ligger på Biskopsgatan i ett hus ritat av arkitekten Woldemar Baeckman. Byggnaden togs i bruk 1968.

## Allmänt
Museet består av två huvudutställningar: instrumentsamlingen och Sibeliusutställningen. Instrumentutställningen går runt museets konsertsal, Sibeliussalen, och fortsätter till nedre våningen. Sibeliusutställningen finns i det vänstra hörnet längst bak från biljettförsäljningskassan sett, på sidan som vetter mot åstranden. Det ordnas också temautställningar i museet som. År 2018 var temautställningarna Sibbe50, som firade museibyggnadens 50-årsjubileum och arkitekturen av Woldemar Baeckman och En kantat för doktorerna - Musik vid akademiska högtidligheter som presenterade den musik som använts i samband med olika akademiska högtidligheter vid finländska universitet.
Det ordnas också konserter i Sibeliusmuseum, varav de mest kända är museets egen konsertserie onsdagsserien som ordnats sedan 1968. Programmet på konserterna varierar beroende på artisten, men huvudsakligen betonas konserterna i Sibeliusmuseum av jazz, folkmusik och kammarmusik.
Det finns också ett stort musikarkiv i Sibeliusmuseum, som har sina rötter i den första professorn vid musikvetenskapliga institutet vid Åbo Akademi, Otto Anderssons samlingar. Arkivet innehåller material från musiklivet och det finns även några specialsamlingar, såsom material rörande Jean Sibelius, Otto Anderssons arkivsamling och Musikaliska sällskapet i Åbos arkiv.

## Historia

### Tid före museet: Pehr Kalms botaniska trädgård
På tomten där Sibeliusmuseum nu står fanns tidigare en botanisk trädgård, som hörde till Kungliga Akademien i Åbo. Trädgården grundades 1757 av Carl von Linnés lärjunge Pehr Kalm som där planterade växter från sina resor till Nordamerika och Ryssland. Efter branden i Åbo blev bara en ek kvar. Eken står fortfarande mellan den nuvarande museibyggnaden och Aura å. År 1831 ropade boktryckare Christian Ludvig Hjelt in trädgårdens tomt och byggde två trähus på dess plats.

### Åbo Akademi
1923 testamenterades trädgårdens tomt till Stiftelsen för Åbo Akademi av Ellen och Magnus Dahlström. På 1930-talet genomfördes det olika försök att återställa trädgården till sitt ursprungliga utseende, då Justus Montell syftade på att plantera sina samlingar bredvid eken från Kalms tid. Efter Montells död 1954 fick trädgården förfalla och trähusen byggda av Hjelt revs.

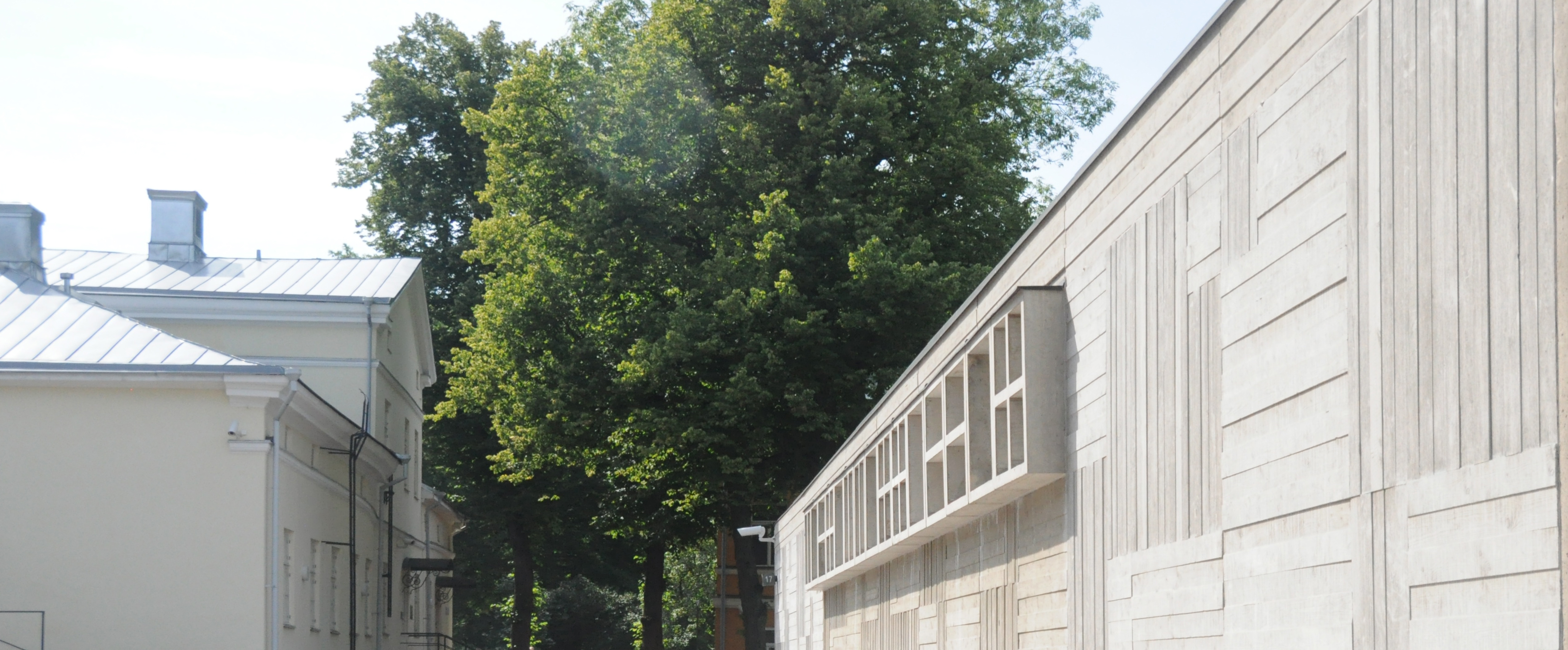
Detaljer på fasaden

### Otto Andersson som grundare av musikvetenskapliga arkivet och materialinsamlingen
Grunden för det egentliga musikhistoriska museet lades redan år 1926, då Otto Andersson blev den första innehavaren av den nyinrättade professuren i musikvetenskap och folkdiktsforskning vid Åbo Akademi. Det var tack vare redaren Robert Mattson som tjänsten grundades, då han donerade en betydlig summa resurser för bok- och notanskaffningar. Mattsons son, Curt, gjorde också sin del för att bidra till museets verksamhet, då han donerade en värdefull insamling av instrument från olika delar av världen. Den grundläggande tanken bakom donationerna var ursprungligen att grunda ett musikvetenskapligt seminarium till Åbo Akademi, som skulle ha ett bibliotek för att underlätta forskningsarbeten.
Det viktigaste enskilda donationen var baronen Axel Carpelans musiksamlingar, som donerades till Akademin efter hans död. Dessa samlingar innehöll tryckta kompositioner av Sibelius med personliga signeringar. Under 1930-talet ökade antalet donationer och Anderssons egna anskaffningar. Dessa anskaffningar var dock inte helt oproblematiska eftersom Anderssons samlingar led av brist på både resurser och utrymme.

### Museet får sitt nuvarande namn
Före år 1949 hade Sibeliusmuseum inget egentligt namn, det var känt under benämningar som "musikvetenskapliga seminariet & musikhistoriska samlingarna vid Åbo Akademi". I slutet av 1940-talet ordnades en utställning med Sibelus som tema, där man ställde ut material som hade med Sibelius att göra, från noter till övrigt material såsom manuskript och brev. En journalist kallade denna samling inofficiellt för "Sibeliusmuseum", vilket väckte diskussion mellan Otto Andersson och Åbo Akademis dåvarande rektor G.O. Rosenqvist. För att undvika vidare missförstånd skickade Andersson ett personligt brev till Sibelius efter sitt samtal med rektorn, där han formellt frågade efter Sibelius tillstånd för att kunna använda Sibelius namn i officiella sammanhang. Kompositören svarade den 16 januari 1949 med följande ord:

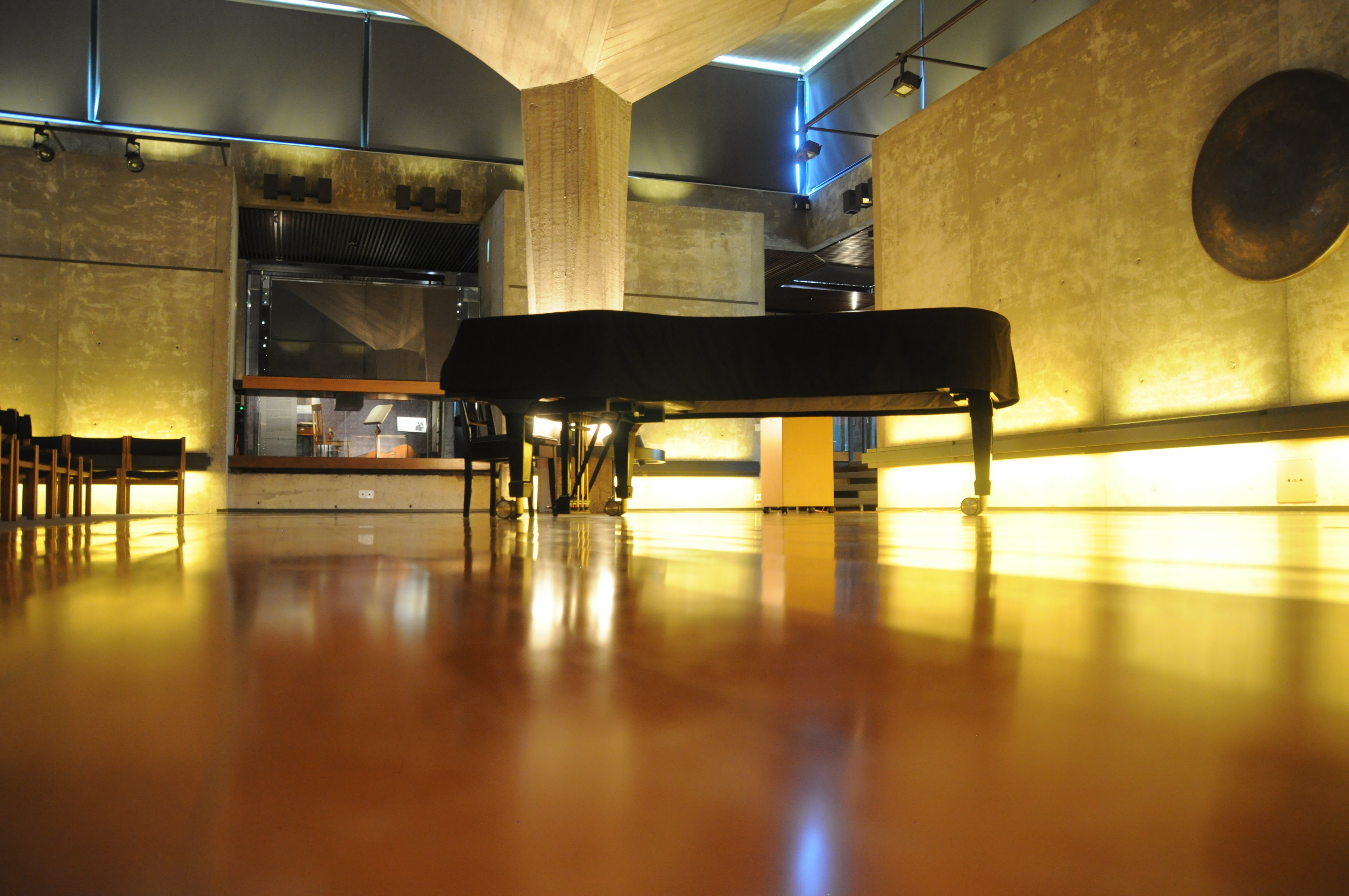
Flygel i Sibeliussalen

| ”               | Med största nöje samtycker jag till, att de musikhistoriska samlingarna vid Åbo Akademi skola bära namnet Sibelius-Museum. Jag är djupt tacksam för det vänliga intresse Du alltid hyst för allt som berör min konst och mitt liv. Det har ju resulterat i något alldeles enastående, i det att Åbo Akademi har den största existerande samlingen. Det är en stor ära och glädje för mig att bifalla. | „ |
| – Jean Sibelius | |   |

 Efter namnbytet fick museet också sina första permanenta utrymmen i Rosellska huset som nuförtiden fungerar som utrymme för restaurangen Hus Lindman på Biskopsgatan 15. I detta hus hade Sibeliusmuseum tillgång till sju rum för både administrativa utrymmen och utställningar. Samtidigt ökades även mängden anskaffningar, då Andersson till exempel besökte USA. Åren på den här adressen visade sig att vara långa och dryga, och tankarna på en egen byggnad växte fram.

### Planeringen och lanseringen av den nuvarande byggnaden

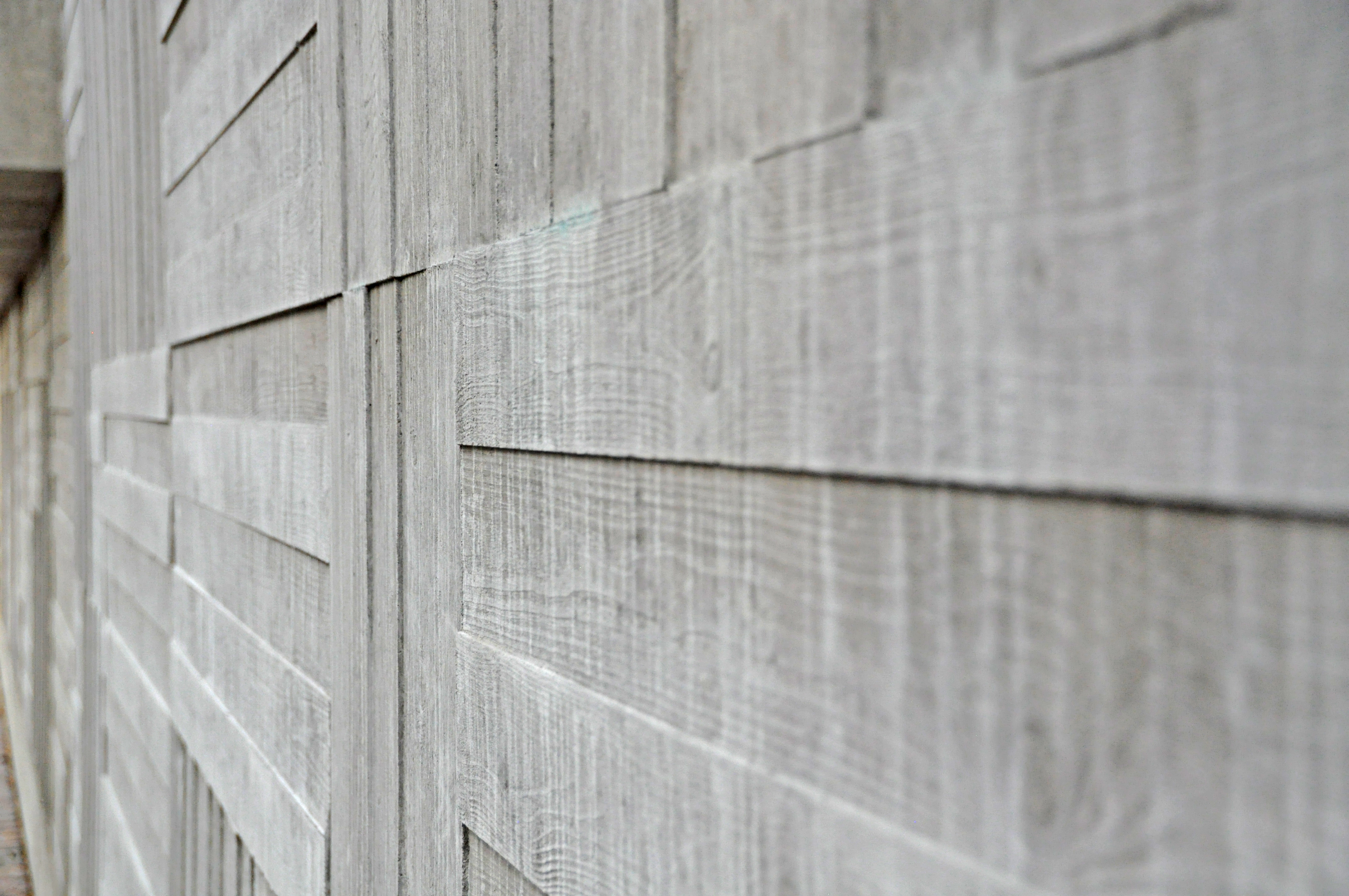
Detaljer på ytorna

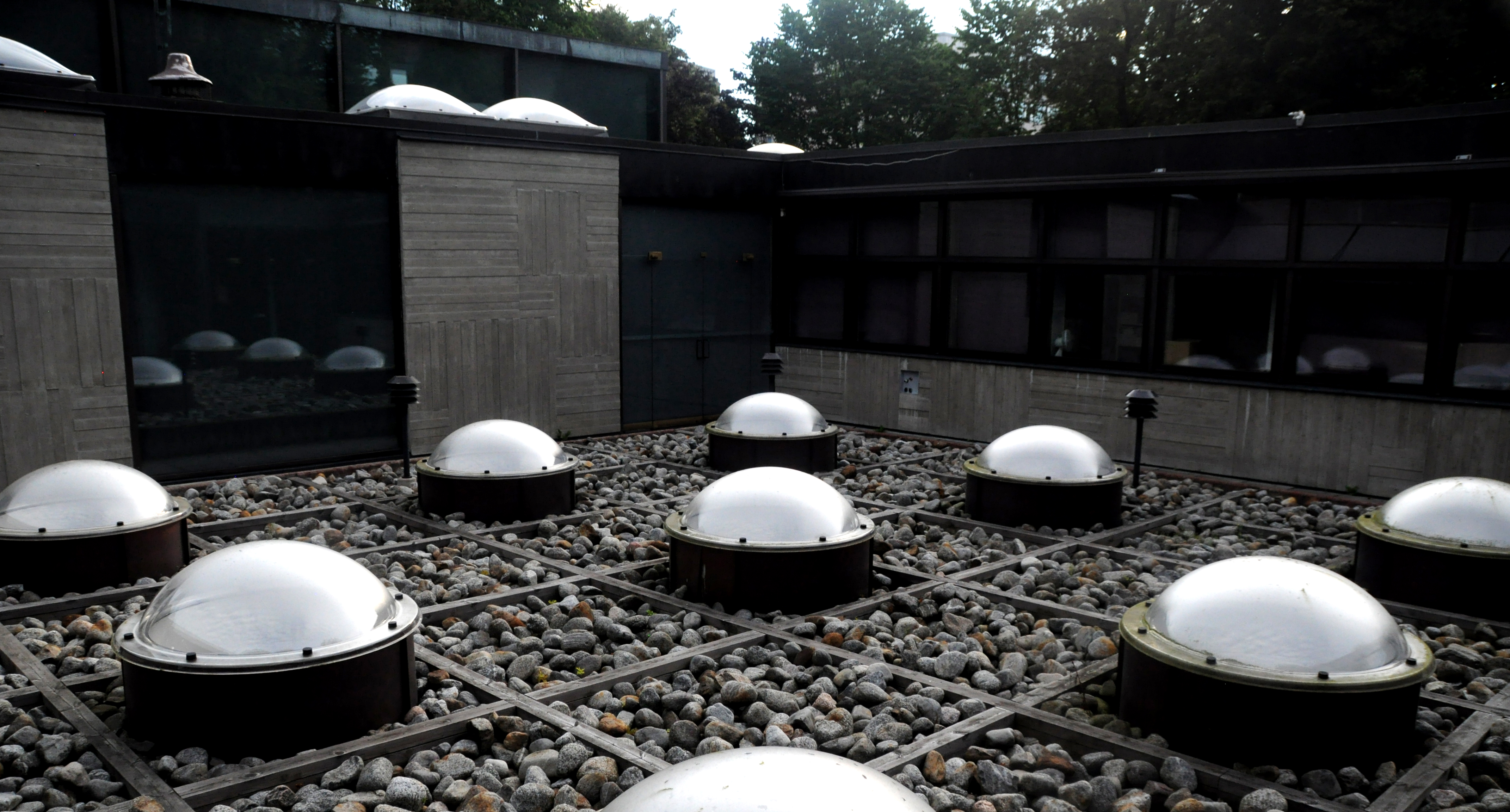
Museets atrieinnergård

I slutet av 1950-talet förekom diskussioner mellan Åbo stad och Stiftelsen för Åbo Akademi om att grunda ett gemensamt museum för Wäinö Aaltonen och Jean Sibelius. Tanken var att tomten där Kalms botaniska trädgård en gång funnits skulle ställas till förfogande av Akademin medan byggnaden skulle finansieras av staden. Projektet skrinlades dock och endast planen att bygga en ny museibyggnad för Sibeliusmuseum realiserades. Trots att det gemensamma projektet aldrig blev av, bidrog Åbo stad till byggnadskostnaderna.
På 1960-talet gavs arkitekten Woldemar Baeckman så småningom uppdraget att rita museet till Åbo Akademi. På Baeckmans ursprungliga ritningar fanns det en skild flygel mot åsidan som planerades för att fungera som en skild lokal för universitetets körverksamhet. Under åren 1963 och 1966 gjordes vidare undersökningar av grundförhållandena och idén på den skilda flygeln övergavs. De slutliga ritningarna var klara på hösten 1966 och redan följande år sattes byggandet igång. Byggnaden var färdig i februari 1968, då den också invigdes.

## Arkitektur
Sibeliusmuseum är ett grundläggande exempel på 1960-talets betongbrutalism. Byggnaden har en våning ovanför och en våning under jorden. Principen bakom Baeckmans design har varit en fortsättning på arkitekturen av 1800-talets empirehus som finns i närheten. Byggnadens väggytor består av obehandlad betong på vilka avtrycken från byggnadsskedet och gjutningsprocessen ännu syns. Det andra viktiga elementet i museet är glas som går runt hela byggnaden, och som är speciellt starkt närvarande vid ingången till museet. Vitrinerna fungerar som en motvikt till de stora fönstren, vilka förenar konsertsalen Sibeliussalen som finns i mitten av byggnaden.
Museets innergård, atrium, omringas av Sibeliusutställningen och en länga med arbetsrum. Innergårdens kupolformade takfönster ger ljus till den nedre aulan och Braheauditoriet. Sibeliussalen får också ljus genom den fönsterrad som löper runt hela konsertsalen, strax under taket. Salens mes iögonfallande konstruktion är de bärande pelarna som i taket bildar valv i form av fyra hyperboliska paraboloider. På pelarna kan man se avtrycken av de formbräder som användes vid betonggjutningen.